# Шервин, Мартин
Ма́ртин Ше́рвин (англ. Martin J. Sherwin; 2 июля 1937, Бруклин, Нью-Йорк — 6 октября 2021, Вашингтон) — американский историк, специалист по истории развития атомной энергетики и ядерной безопасности. Лауреат Пулитцеровской премии за книгу «Оппенгеймер. Триумф и трагедия Американского Прометея».

## Биография
Мартин Шервин родился 2 июля 1937 года в боро Бруклин Нью-Йорка. Служил в ВМС США, в 1959 году получил степень бакалавра гуманитарных наук в Дартмутском колледже. В 1971 году получил степень доктора философии по истории в Калифорнийском университете в Лос-Аджелесе.
В 1973—1980 годах — преподаватель и научный сотрудник Принстонского университета. В 1980—1993 годах — адъюнкт-профессор Флетчерской школы права и дипломатии Тафтского университета, а также основатель и руководитель Центра истории ядерного века и гуманитаристики Тафтского университета.
В 1995—2007 годах был диксоновским профессором английской и американской истории в Тафтском университете.
С 2007 года являлся эмеритом Тафтского университета и профессором Университета Джорджа Мейсона.
Шервин входит в редакционный совет известного журнала The Nation, где он также постоянно печатается. В бытность профессором Принстонского университета он был преподавателем и наставником действующего главного редактора журнала The Nation Катрина ванден Хоувел.
Шервин жил в Вашингтоне. Его дочь умерла в 2010 году.
Скончался М. Шервин 6 октября 2021 года.

## Награды
- Лауреат Премии Национального круга книжных критиков (2005)[12].
- Лауреат Пулитцеровской премии в номинации «Биография или автобиография» (2006) (совместно с Каем Бёрдом[англ.]) за книгу об Роберте Оппенгеймере «Оппенгеймер. Триумф и трагедия Американского Прометея»[7][13].
- Премия Стюарта Л. Бернарта (англ. Stuart L. Bernath Prize) и премия по американской истории Национального исторического общества (англ.  National Historical Society's American History Book Prize) за книгу «Уничтожение мира: Хиросима и её наследие» (англ. A World Destroyed: Hiroshima and its Legacies).
- Лауреат премии Даффа Купера[англ.] (2008)[14].

## Научные труды
- Martin J. Sherwin A World Destroyed: Hiroshima and its Legacies (forward Robert J. Lifton), Stanford University Press, 1975. ISBN 978-0-8047-3957-3.
- Kai Bird, Martin J. Sherwin. Оппенгеймер. Триумф и трагедия Американского Прометея, Vintage Books, 2006. — 784 p. ISBN 978-0-375-72626-2